# عرف (الشحر)

تعديل مصدري - تعديل

عرف هي إحدى قرى عزلة الشحر بمديرية الشحر التابعة لمحافظة حضرموت، بلغ تعداد سكانها 1238 نسمة حسب تعداد اليمن لعام 2004.